# Barbara Piecha
Pour les articles homonymes, voir Piecha.
Barbara Piecha, née le 4 mars 1949 à Katowice, est une lugeuse polonaise.

## Palmarès
- Jeux olympiques
  - 9e en individuel en 1972, à Sapporo (Japon)
  - 13e en individuel en 1976, à Innsbruck (Autriche)

- Championnats du monde
  -  Médaille d'or en luge individuelle en 1970 à Königssee
  -  Médaille de bronze en luge individuelle en 1971 à Olang

- Championnats d'Europe
  -  Médaille de bronze en luge individuelle en 1971 à Imst